# Тропічні та субтропічні сухі широколистяні ліси

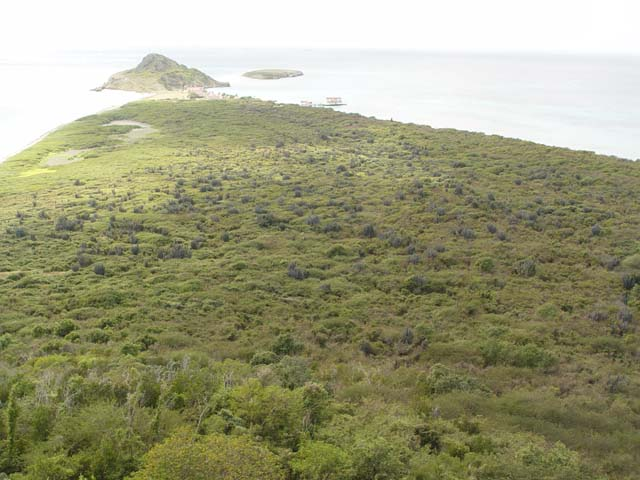
Сухий ліс в Пуерто-Рико

Територія, зайнята біомом

Тропічні та субтропічні сухі широколистяні ліси (англ. Tropical and subtropical dry broadleaf forests) — один з 14 біомів за класифікацією Всесвітнього фонду природи, який знаходиться у субтропічних і тропічних широтах.

## Характеристики
Площа: 3,7 млн км2 (2,5 % суходолу); широти: від 20° пд.ш. до 30° пн.ш. Клімат характеризується чергуванням сухого сезону і сезону дощів. Усереднена річна кількість опадів: 1000—2000 мм. Річна температура зазнає невеликих змін, з амплітудою 5—10°С, а середній діапазон 25—30°С. Рослинність має три рівні. На рівні землі знаходяться трави. Другий рівень складається з багатьох чагарників і кущів. Третій рівень: листяні дерева. Хоча вони менш біологічно різноманітні, ніж дощові ліси, тропічні сухі ліси є домом для найрізноманітніших диких тварин, включаючи мавп, оленів, великих кішок, папуг, різних гризунів і наземних птахів.
Вогонь є головною загрозою для цього біому.

## Деякі екорегіони
- Каатинга
- Мадагаскарські сухі листяні ліси
- Сухі листяні ліси Південного Декану
- Сухі листяні ліси Центрального Декану
- Сухі ліси Тринідаду і Тобаго
- Сухі ліси Веракрусу
- Сухі ліси Куби
- Сухі ліси Чикітано
- Сухі ліси Халіско